# 600년

## 연호
- 수(隋) 개황(開皇) 20년
- 신라(新羅) 건복(建福) 17년

## 기년
- 수(隋) 문제(文帝) 20년
- 신라(新羅) 진평왕(眞平王) 22년
- 고구려(高句麗) 영양왕(嬰陽王) 11년
- 백제(百濟) 법왕(法王) 2년 / 무왕(武王) 원년

## 사건
- 백제, 법왕이 세상을 떠나고 위덕왕의 아들 장(서동)이 무왕으로 왕의 자리에 오르다.
- 무왕, 진평왕의 3녀 선화공주를 왕비로 맞이함.

## 사망
- 백제(百濟) 29대 왕 법왕(法王)